# Chiesa di Santa Brigida al Paradiso
La chiesa dei Santi Salvatore e Brigida al Paradiso e la cappella di Santa Brigida al Paradiso degli Alberti si trovano a Firenze in via del Paradiso.

## Storia e descrizione
Il complesso monastico, prima sede dell'ordine di Santa Brigida, fu Fondato da Antonio Alberti nel 1390 su preesistenti strutture che facevano parte del cosiddetto Paradiso degli Alberti, villa suburbana con giardino che Niccolò Alberti donò al figlio Antonio nel 1376. Poco dopo la conversione da luogo laico a luogo monastico di monaci e monache, nel 1395 la cappella di Santa Maria e Zanobi al Fabroro, antica cappella di famiglia, fu trasformata in chiesa. In questo monastero nacque nel 1473 Domenica del Paradiso, monaca domenicana che nel 1511 a Firenze fondò il Monastero della Crocetta, vicino al Palazzo della Crocetta. Vi visse inoltre suor Cleofe, una delle poche copiste donne conosciute nel XV secolo.

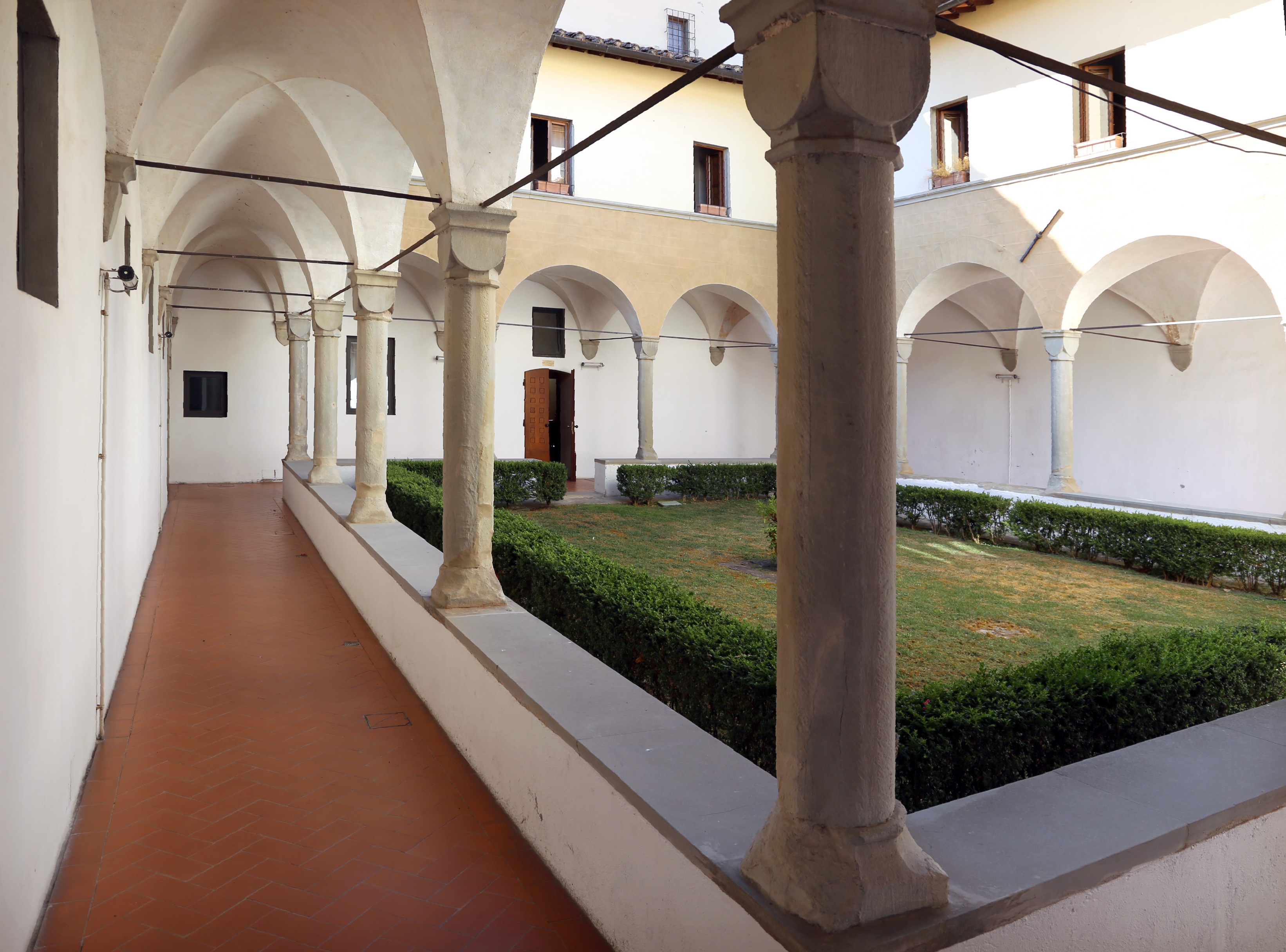
Ex-convento del paradiso degli alberti, chiostro

A causa delle frequenti polemiche dovute alla convivenza dei due sessi all'interno dello stesso edificio, il monastero divenne, dal 1593, soltanto femminile e le monache furono poi trasferite a Sant'Ambrogio in Firenze a causa delle soppressioni lorenesi del 1776. Decaduto l'ordine, anche il monastero e la chiesa passarono in mano a privati. Tra 1989 e 1992 l'intero complesso monastico viene restaurato dall'architetto Paolo Antonio Martini.

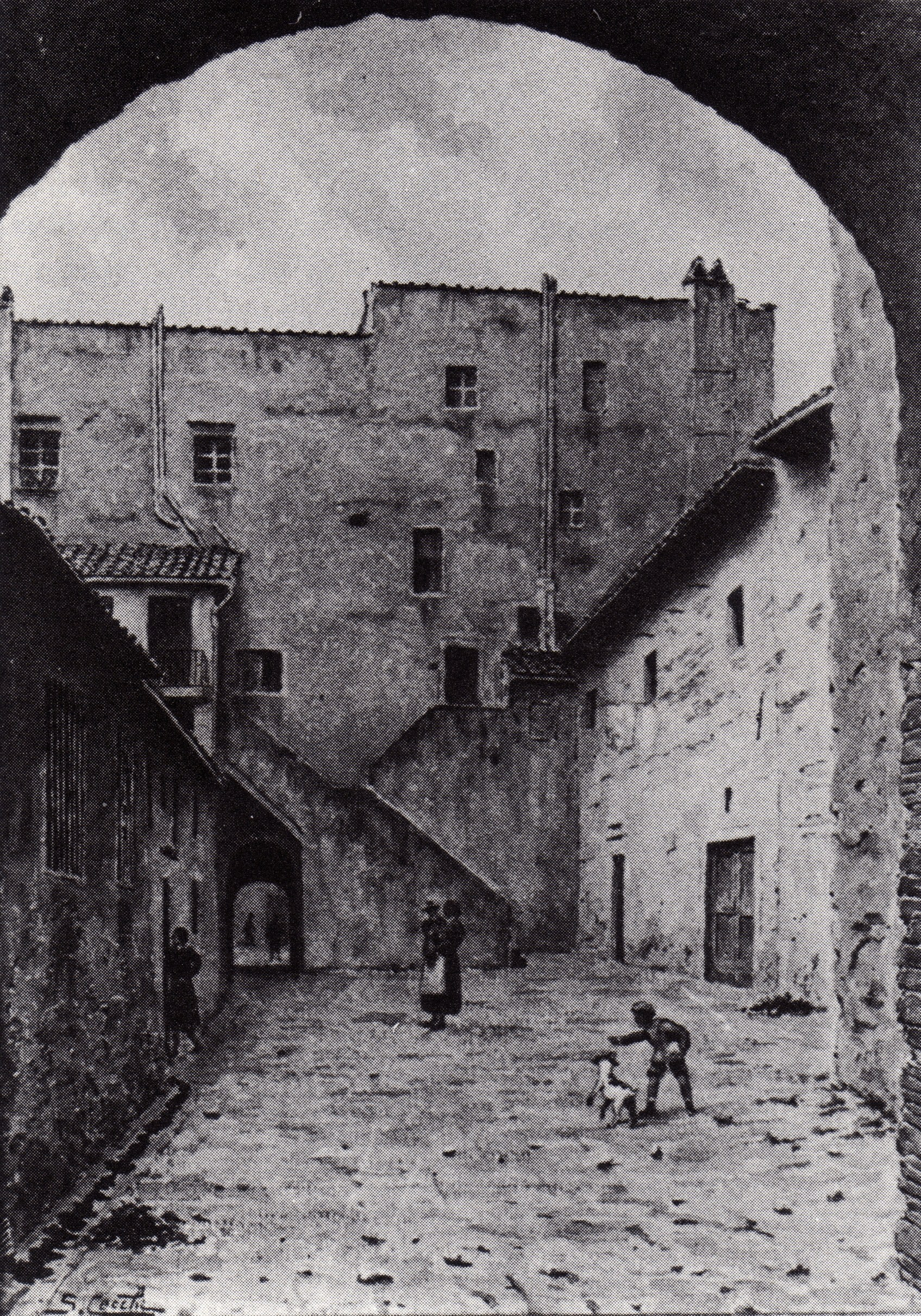
Il monastero del Paradiso in un vecchio dipinto

Attualmente rimane parte dell'antica chiesa, un piccolo chiostro ed una sala, già cappella della villa degli Alberti, con resti d'affreschi raffiguranti Storie della Passione e altre storie cristologiche, ritrovati nel restauro del complesso e restaurati nel 2004. La decorazione, attribuita ad Ambrogio di Baldese e a Niccolò di Pietro Gerini, è databile tra gli ultimi anni del Trecento e l'inizio del Quattrocento. Gli affreschi narrativi sovrastano un finto zoccolo dipinto imitante marmi colorati: sulla parete destra, dla fondo verso l'ingresso, abbiamo la Trasfigurazione nel primo riquadro, seguita dalla Lavanda dei piedi, la Cattura di Cristo, Cristo davanti a Pilato, l'Andata al Calvario e la Crocifissione in controfacciata. Le scene proseguono sulla parete sinistra con l'Incontro con i discepoli a Emmaus, l'Incredulità di San Tommaso, l'Ascensione, la Pentecoste ed infine quello che dovrebbe essere un Giudizio universale interessante perché mancante dela raffigurazione infernale. Quest'ultimo precede il grande affresco sulla parete di fondo con il Paradiso, in omaggio al precedente nome del luogo. 

## Galleria d'immagini

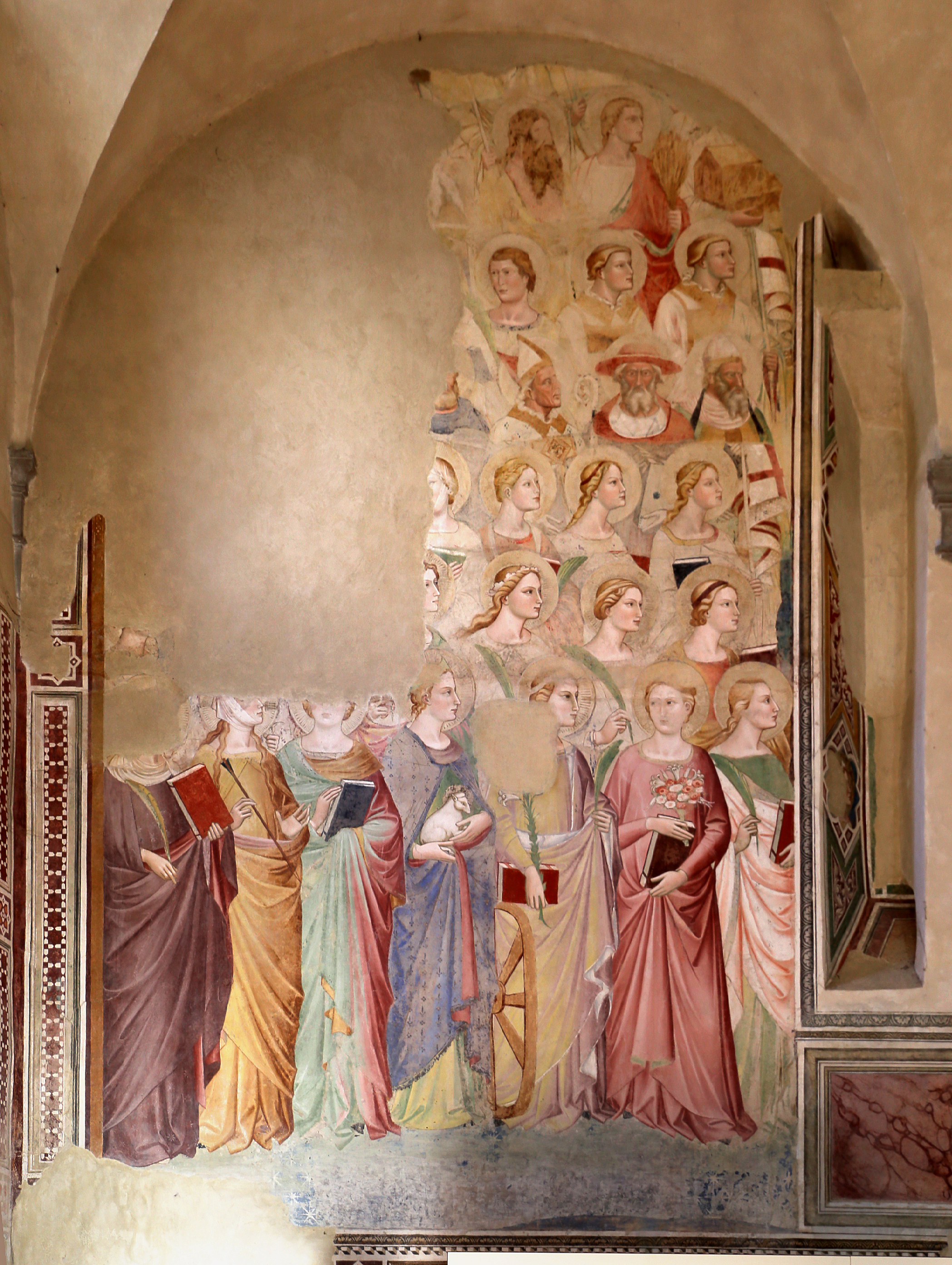
Paradiso, attr. a Jacopo di Cione
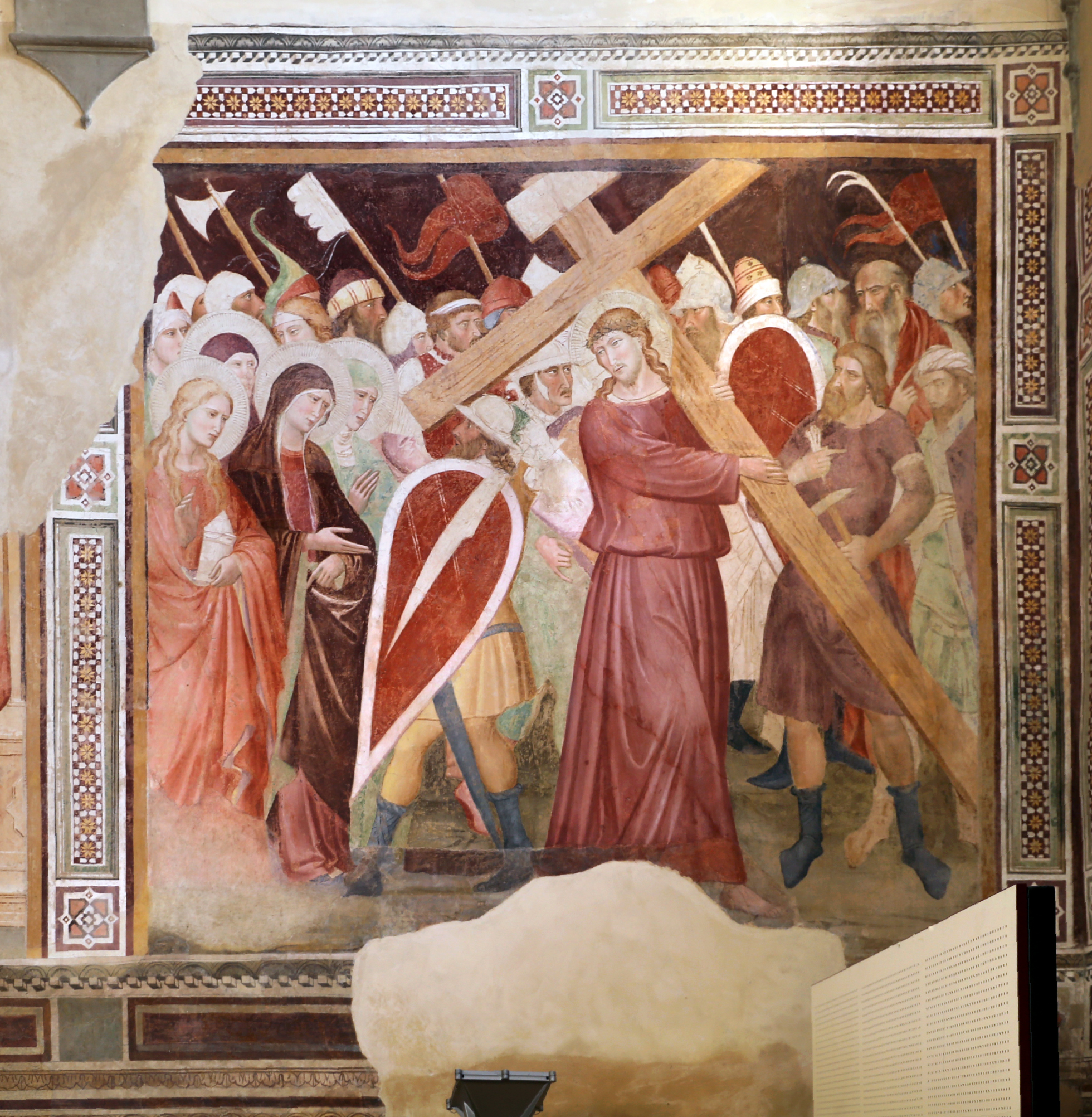
Andata al Calvario di Niccolò Gerini
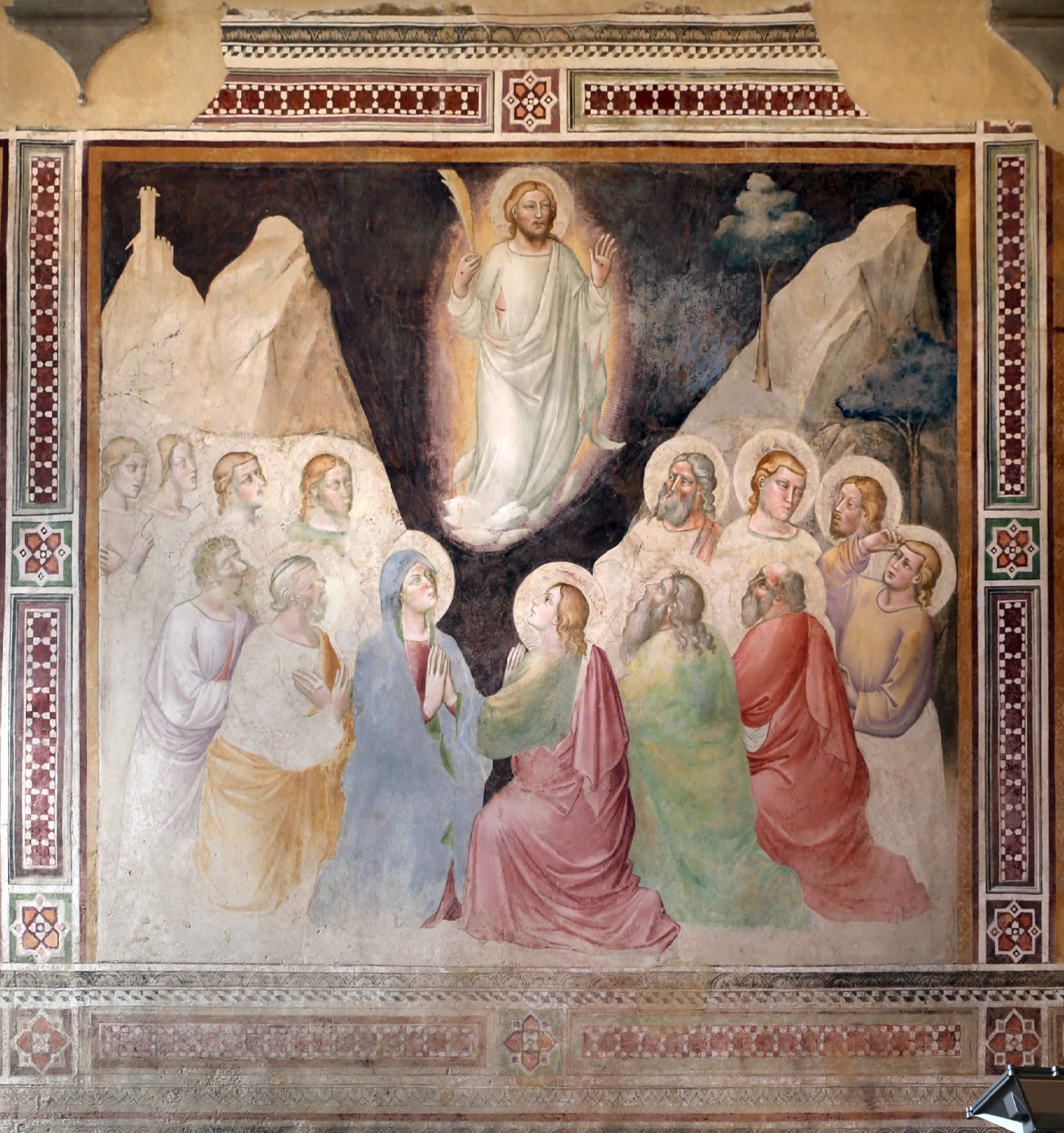
Ascensione di Ambrogio di Baldese
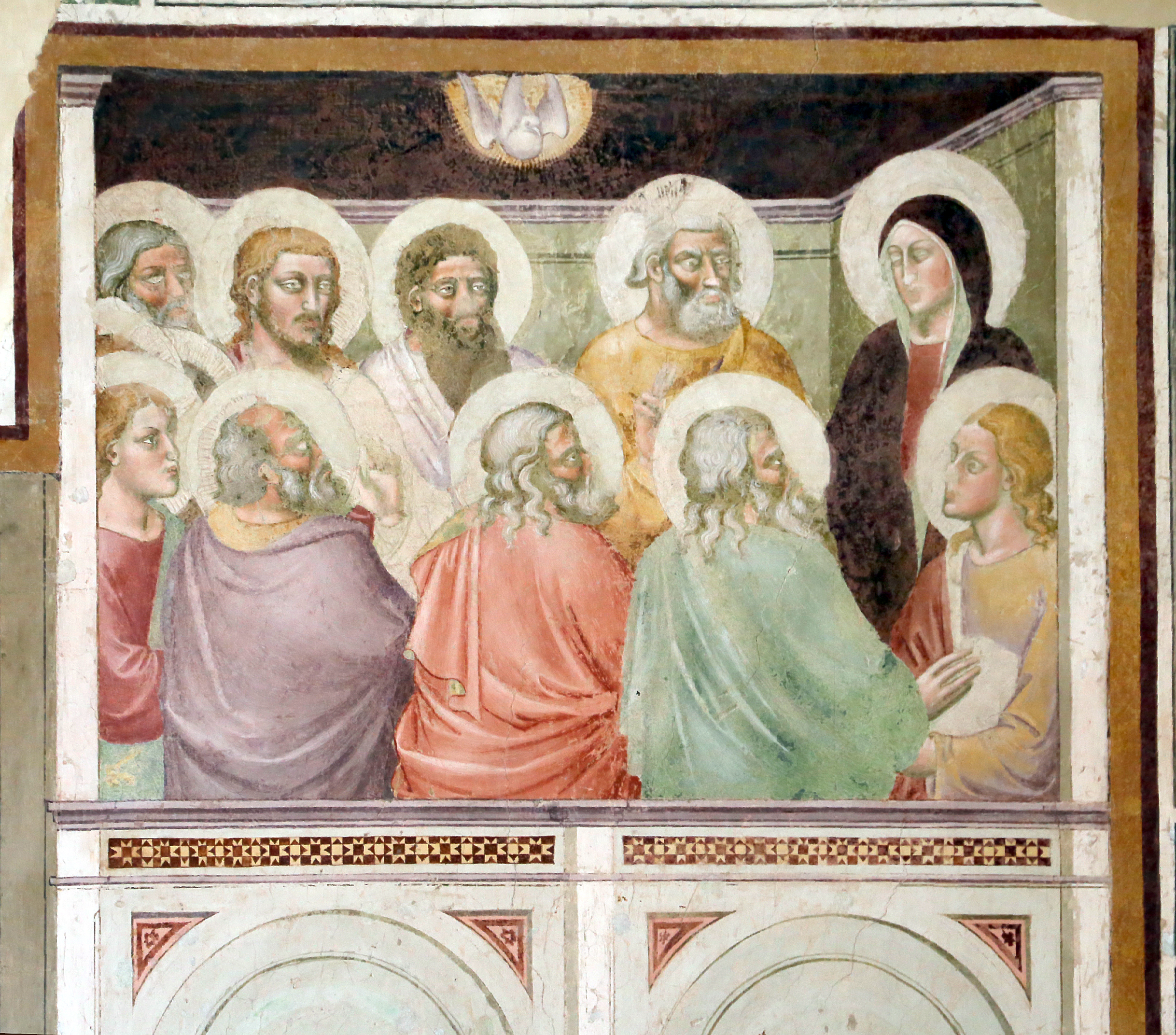
Pentecoste di Ambrogio di Baldese e/o Mariotto di Nardo